# Тайан (Франция)
Тайа́н (фр. Taillant) — коммуна во Франции, находится в регионе Пуату — Шаранта. Департамент коммуны — Шаранта Приморская. Входит в состав кантона Сен-Савиньен. Округ коммуны — Сен-Жан-д’Анжели.
Код INSEE коммуны — 17435.

## Население
Население коммуны на 2010 год составляло 164 человека.
| 1962 | 1968 | 1975 | 1982 | 1990 | 1999 | 2010 |
| ---- | ---- | ---- | ---- | ---- | ---- | ---- |
| 148  | 131  | 134  | 132  | 137  | 131  | 164  |